# Marguerite Chevron
Pour les articles homonymes, voir Chevron.
Marguerite Chevron, dite Marielle Chevron, né le 18 mai 1818 à Barberaz dans le duché de Savoie et morte le 2 décembre 1862, est une institutrice et poétesse, dont les œuvres ont souvent été couronnées par l'Académie des sciences, belles-lettres et arts de Savoie.

## Biographie
Marguerite Chevron naît le 18 mai 1818, à Barberaz, dans une famille nombreuse d'agriculteur. Elle apprend la lecture vers l'âge de 15 ans, « sous la direction de la ménagère du curé de sa paroisse ». Employée dans les champs, elle rejoint par la suite une sœur, qui tient un commerce dans le cité de Chambéry. Elle semble apprendre la lecture à cette période, en ayant accès notamment à un volume du poète Alphonse de Lamartine.
Elle s'essaye alors à la poésie. Ses productions sont souvent récompensées par l'Académie de Savoie. Elle obtient ainsi une mention « honorable » en 1849, puis l'année suivante, une médaille d'or, pour son épître Corrigez-moi,. Elle obtient à nouveau le premier prix, en 1852, sur le sujet La Percée du Mont-Cenis, (voir extrait ci-après). Son épître Aux mères, de 1854, lui permet d'obtenir à nouveau le premier prix, en partage avec élève du Grand séminaire d'Annecy.
De santé fragile, elle meurt le 2 décembre 1862.

## Publications
Manuscrits :
- Baptême de la liberté (1848)[3] ;
- Épître à Charles-Albert (1849)[5] ;
- Conseils aux mères de Familles[5] ;
- Pétition à S.M. Victor-Emmanuel II, ou une question de droit mise à la portée des avocats, par une femme (1859)[5] ;
- Épître aux Femmes (publié dans le Parnasse contemporain savoyard, 1889)

Le mont Cenis pourtant lève un front courroucé,

S'indignant de l'affront dont il est menacé : 

« J'ai vu, dit-il, passer sans incliner la tête,

Annibal et César marchant à la conquête,

Et le Corse fameux, ce linx impérial

Qui faisait tout plier sous son char triomphal ;

Ces trois heureux soldats, si remplis d'arrogance,

N'ont point osé tenter d'abattre ma puissance.

Pour aller, le front haut, braver les potentats,

Ils n'ont pu qu'à genoux traverses mes Etats,

Et l'on viendrait tenter de me réduire en poudre,

Quand depuis si mille ans je résiste à la foudre ! »
— Marguerite Chevron, La Percée du Mont-Cenis, 1852.

## Hommage
La commune de Barberaz a donné son nom à la bibliothèque municipale.